# Medborgarvittne
Medborgarvittne enligt svensk lag är en person, som är närvarande som vittne vid polisens arbete.
Kommunfullmäktige i en kommun får utse trovärdiga personer att som medborgarvittnen följa polisens arbete inom det polisdistrikt till vilket kommunen hör. Har medborgarvittnen utsetts ska polisen i enlighet med vad kommunen har bestämt bereda dem tillfälle att närvara när polisverksamhet utövas med vissa undantag dock enligt 5 §.
Medborgarvittne har tystnadsplikt.